# Cominella quoyana
Cominella quoyana là một loài ốc biển săn mồi, là động vật thân mềm chân bụng sống ở biển trong họ Buccinidae, the true whelks.

## Hình ảnh

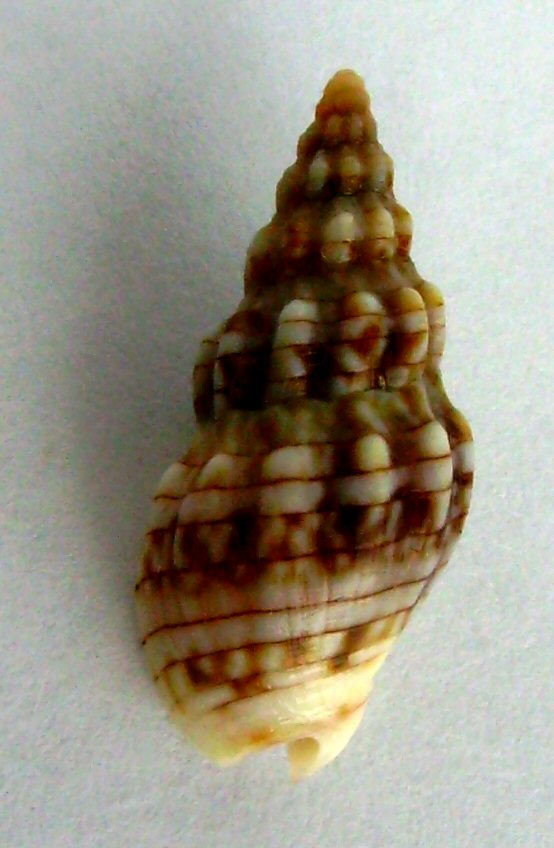
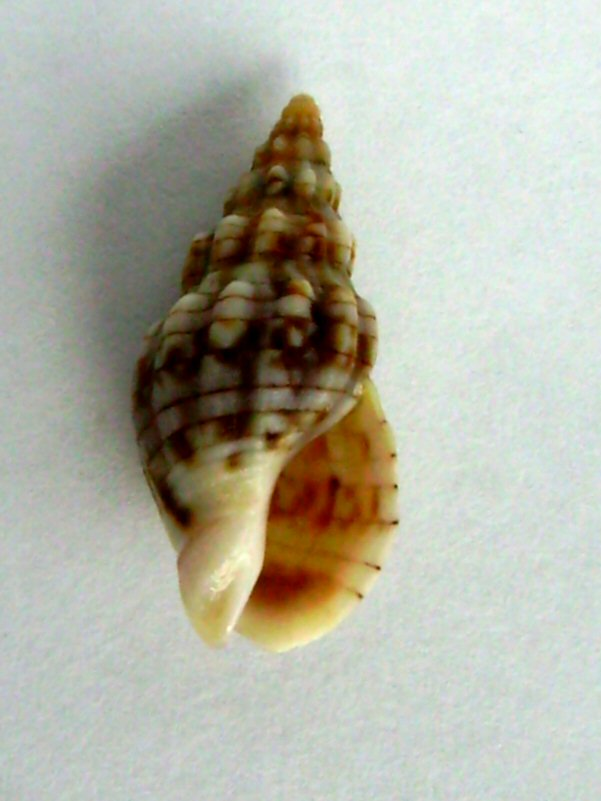